# فقط خودمون (ترانه جک هارلو)
«فقط خودمون» (به انگلیسی: Just Us) ترانه‌ای از رپر آمریکایی جک هارلو به‌همراهٔ رپر و خوانندهٔ آمریکایی دوجا کت می‌باشد. این اثر از سوی جنریشن ناو و آتلانتیک رکوردز در ۲۱ مارس ۲۰۲۵ به‌عنوان تک‌آهنگ منتشر گردید. هردو هنرمند این ترانه را با تهیه‌کنندگان تی کیث، اعضای گروهٔ دونفرهٔ اوجیولتا مارک ویلیامز و رائول کوبینا، آنجل لوپز، هالیوود کول و دیلن گراهام نوشتند. این ترانه شامل نمونه‌ای از قطعهٔ «نامه‌ای به شهر (میان‌پرده)» اثر بوسلن با حضور رسکالز است.